# Alphandia furfuracea
Alphandia furfuracea är en törelväxtart som beskrevs av Henri Ernest Baillon. Alphandia furfuracea ingår i släktet Alphandia och familjen törelväxter. Inga underarter finns listade i Catalogue of Life.